# Rio Escalda

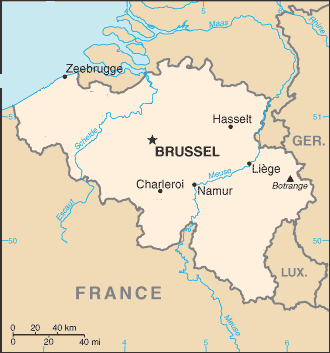
O rio Escalda (Schelde), no norte da Bélgica.

O rio Escalda (em neerlandês: Schelde; em francês: Escaut) possui 350 km de extensão. Nasce no norte da França, entra na Bélgica e próximo de Antuérpia toma a direção oeste para os Países Baixos, desaguando numa área denominada delta do Reno–Mosa–Escalda, no Mar do Norte. 
O Escalda é o principal rio entre as cidades belgas de Gante e Antuérpia.

## História

### Romanos
Trata-se de um rio de importância comercial e estratégica clara. Existem relatos e vestígios desde o tempo dos Romanos. Apesar do clima desfavorável e constantes cheias da região, era para estes de grande interesse o acesso que proporcionava à região da Bretanha. O seu domínio na região estendia-se até perto de 100 km para norte junto ao rio Reno.

### Francos
Por volta do ano de 260 começam as ofensivas dos Francos. 

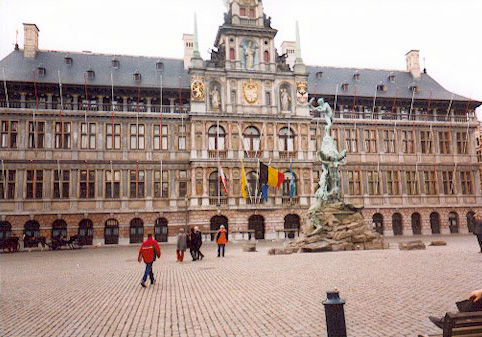
Estátua de Brabo em frente à Câmara de Antuérpia

Em 290 estes controlavam já o rio, e eram constantes os actos de pirataria a que as embarcações romanas estavam sujeitas. Em vão prosseguiam as tentativas romanas de os expulsar da região, quer no tempo de Constantino I quer já de Juliano.
Terá sido esta a altura que serviu de inspiração ao mito de Brabo, um soldado romano que matou Antigone, um cruel gigante que atormentava todos quantos passassem no rio, exigindo um imposto.
Juliano acabou por, em 355, ceder aos Francos os territórios da actual Flandres e Países Baixos na condição de estes formarem uma aliança e desse modo acabar com pirataria. Esta região foi então mais tarde o ponto de partida para a invasão da Gália, já no reinado de Clóvis.

### Viquingues
No século IX, os viquingues usavam o Escalda como ponto de acesso à região dos países baixos, aquilo que actualmente constituí a Bélgica e Países Baixos.

### Fronteira Franco-Germânica
No Tratado de Verdun de 843, após a morte de Carlos Magno, o seu reino foi divido em três. O Escalda tornou-se fronteira entre os reinos de Lotário I e de Luís, o Germano, sendo seguidamente palco de diversos confrontos entre os dois reinos.
Permaneceu como fronteira até 1528, então fronteira entre o reino da França e o Sacro Império Romano-Germânico.

### Países Baixos
No século XVII, a zona do Escalda - principalmente Antuérpia - tornou-se um importante centro económico graças ao comércio. Contudo, devido à queda da cidade nas mãos de Espanha, grande parte dos comerciantes mudou-se para Amesterdão. O trânsito no rio foi interditado às embarcações mercantis.
Apenas em 1813 foi reaberta a navegação comercial do Escalda, desta vez até 1830, data da independência da Bélgica. Após a pacificação das relações entre a Bélgica e os Países Baixos, em 1839, foi assinado um "Tratado do Escalda" onde belgas e neerlandeses se comprometeram a manter a livre circulação no rio.

### Segunda Guerra Mundial
Na Segunda Guerra Mundial, a zona era de importância estratégica e tornou-se palco de ferozes confrontos. Já após o desembarque na Normandia, os alemães tentaram capturar Antuérpia para cortarem as linhas de abastecimento dos aliados, e deu-se então a famosa Batalha das Ardenas passada nas Ardenas.

## Afluentes e sub-afluentes
- Rupel (em Rupelmonde)
  - Nete (em Rumst)
  - Dyle (em Rumst)
- Durme (perto de Temse)
- Dendre (em Dendermonde)
- Lys (em Gante)
  - Deûle (em Warneton)
- Scarpe (em Mortagne-du-Nord)
- rio Haine